# Katia del Río
Katia del Río es una actriz mexicana, actualmente retirada del medio. 

## Trayectoria
Comenzó su carrera en la telenovela juvenil Dulce desafío en 1988, al lado de otros talentos jóvenes como Adela Noriega, Chantal Andere, Amairani, Angélica Rivera, Yamil Atala, Germán Bernal y Juan Carlos Bonet, entre otros. Allí dio vida a la inocente y reprimida Ángela hija del personaje de Julieta Egurrola. Su actuación en la telenovela le abrió grandes puertas en el medio. En 1990 participó en la telenovela La fuerza del amor, producida por Gonzalo Martínez Ortega, donde alternó con actrices como Gabriela Hassel, Karen Sentíes y Rocío Sobrado. También el mismo año participa en la película Cuna de campeones. 
Luego Ernesto Alonso la llama para participar en su telenovela Un rostro en mi pasado, donde vuelve a destacar junto a Ana Patricia Rojo, Chantal Andere y Armando Araiza, con quienes ya había compartido escena en Dulce desafío. En 1992 interpreta a la hija de Enrique Álvarez Félix en la telenovela La sonrisa del diablo. Participa en dos episodios del unitario Mujer, casos de la vida real. En 1996 vuelve a las telenovelas, interpretando a Leona Vicario en la telenovela histórica La antorcha encendida, de la mano de Carlos Sotomayor. Interpreta a la novia del personaje de Mario Cimarro en la telenovela Sentimientos ajenos producida por José Alberto Castro.
Su último trabajo como actriz fue en la película El caporal en 1997, donde compartió créditos con los actores Oscar Morelli, Sergio Reynoso, Fernando Casanova y Juan Carlos Bonet.

## Filmografía

### Televisión
- Sentimientos ajenos (1996-1997) .... Delia
- La antorcha encendida (1996) .... Leona Vicario
- Mujer, casos de la vida real (1995-1996) (Unitario de televisión, dos episodios)
- La sonrisa del Diablo (1992) .... Patricia Esparza
- La fuerza del amor (1990-1991) .... Sheila
- Un rostro en mi pasado (1989-1990) .... Rita
- Dulce desafío (1988-1989) .... Ángela Castro

### Películas
- El caporal (1997) .... Sonia
- Cuna de campeones (1990)